# Miami Heat
Miami Heat är en amerikansk basketorganisation, bildad 1988, vars lag är baserat i Miami i Florida och spelar i NBA.
Laget vann NBA-titeln för första gången säsongen 2005/2006 efter att ha besegrat Dallas Mavericks med 4-2 i finalspelet. Inför säsongen 2010/2011 storsatsade klubben med nyförvärv som LeBron James från Cleveland Cavaliers och Chris Bosh från Toronto Raptors. Dessutom skrev de nytt kontrakt med Dwyane Wade. Klubben gick den säsongen till final, men föll mot Dallas Mavericks. Följande säsong, 2011/2012, gick klubben dock hela vägen och vann NBA-titeln för andra gången., en titel man säsongen 2012/2013 försvarade.
Klubbens hemmaarena är American Airlines Arena.

## Spelartruppen 2025/2026
Senast uppdaterad: 17 augusti 2025.

Alla spelare som har kontrakt med Miami Heat. Spelarnas löner är i amerikanska dollar och är vad de skulle få ut om spelarna vore i NBA-truppen under hela säsongen.
| Nr                                |             | Namn                   | Pos   | Lön 25/26   |        | Kontrakt | Kom till laget | Kom ifrån                |
| --------------------------------- | ----------- | ---------------------- | ----- | ----------- | ------ | -------- | -------------- | ------------------------ |
| 0                                 | Italien     | Simone Fontecchio      | SF    | $8 307 692  | [ 4 ]  | 2026     | 2025           | Detroit Pistons          |
| 2                                 | USA         | Terry Rozier           | SG/PG | $26 643 031 | [ 5 ]  | 2026     | 2024           | Charlotte Hornets        |
| 5                                 | Serbien     | Nikola Jović           | SF/SG | $4 400 317  | [ 6 ]  | 2026     | 2022           | KK Mega Basket           |
| 7                                 | USA         | Kel'el Ware            | C     | $4 293 360  | [ 7 ]  | 2028     | 2024           | Indiana Hoosiers         |
| 9                                 | Sverige     | Pelle Larsson          | SG/SF | $1 955 378  | [ 8 ]  | 2027     | 2024           | Arizona Wildcats         |
| 11                                | USA         | Jaime Jaquez Jr.       | SF/SG | $3 856 600  | [ 9 ]  | 2027     | 2023           | UCLA Bruins              |
| 12                                | USA         | Dru Smith              | PG    | $2 378 870  | [ 10 ] | 2028     | 2023           | Brooklyn Nets            |
| 13                                | USA         | Bam Adebayo            | C/PF  | $37 096 620 | [ 11 ] | 2029     | 2017           | Kentucky Wildcats        |
| 14                                | USA         | Tyler Herro            | SG    | $31 000 000 | [ 12 ] | 2027     | 2019           | Kentucky Wildcats        |
| 16                                | USA         | Keshad Johnson         | SF    | $1 955 377  | [ 13 ] | 2026     | 2024           | Arizona Wildcats         |
| 22                                | Kanada      | Andrew Wiggins1 − 2014 | SF/SG | $28 223 215 | [ 14 ] | 2027     | 2025           | Golden State Warriors    |
| 24                                | USA         | Norman Powell          | SG    | $20 482 758 | [ 15 ] | 2026     | 2025           | Los Angeles Clippers     |
| 25                                | Litauen     | Kasparas Jakučionis    | PG/SG | $3 658 776  | [ 16 ] | 2029     | 2025           | Illinois Fighting Illini |
| 45                                | USA         | Davion Mitchell        | PG    | $11 538 462 | [ 17 ] | 2027     | 2025           | Toronto Raptors          |
| 55                                | Puerto Rico | Ethan Thompson         | SG    | $2 048 494  | [ 18 ] | 2026     | 2025           | Osceola Magic            |
| --                                | USA         | Steve Settle           | PF    | $1 272 868  | [ 19 ] | 2026     | 2025           | Temple Owls              |
| Tvåvägskontrakt                   |             |                        |       |             |        |          |                |                          |
| Nr                                |             | Namn                   | Pos   | Lön 25/26   |        | Kontrakt | Kom till laget | Kom ifrån                |
| 15                                | USA         | Myron Gardner          | SG    | $636 434    | [ 20 ] | 2027     | 2025           | Osceola Magic            |
| 50                                | Ryssland    | Vladislav Goldin       | C     | $636 434    | [ 21 ] | 2026     | 2025           | Michigan Wolverines      |
| Positioner: PG – SG – SF – PF – C |             |                        |       |             |        |          |                |                          |

### Spelargalleri

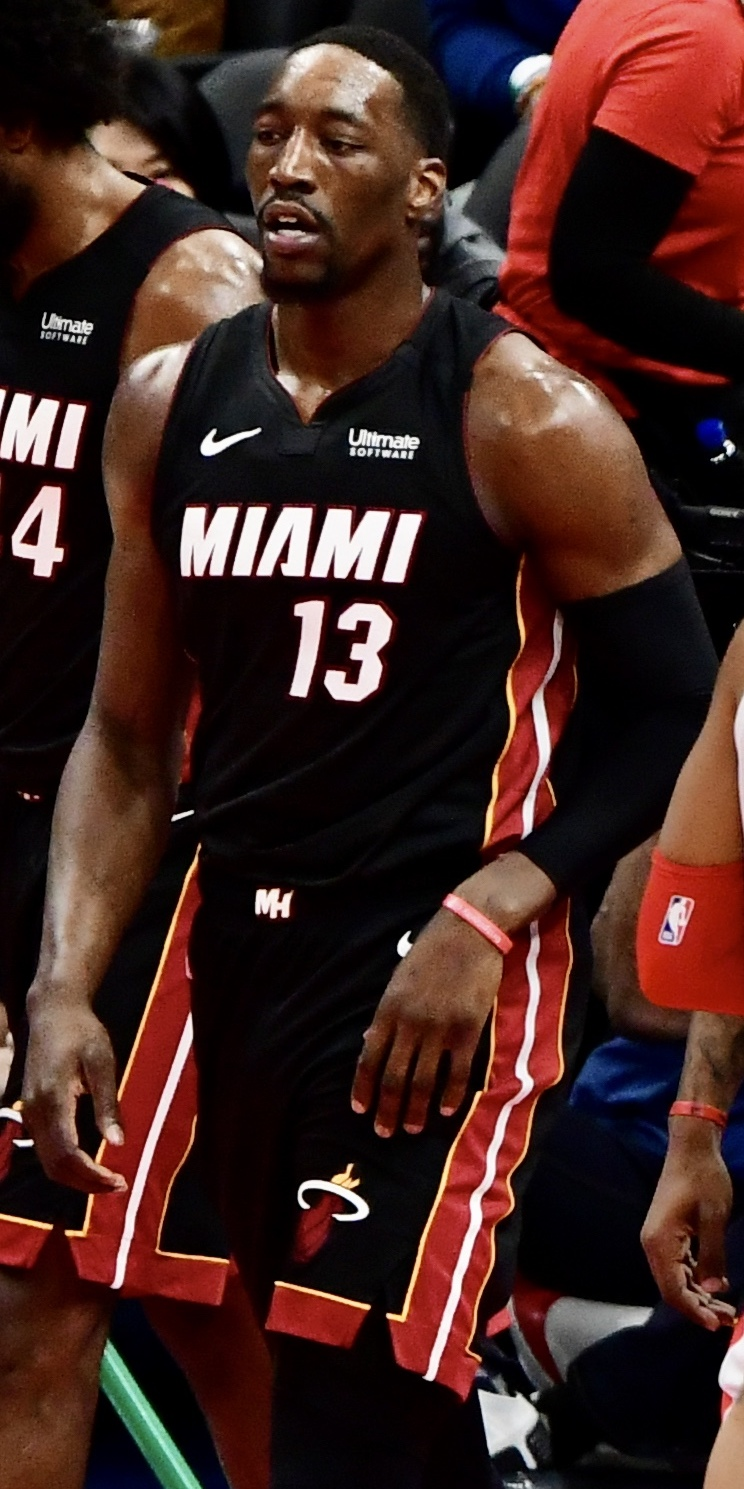
Bam Adebayo